# Consiliul de Mediere

Sigla Consiliului de Mediere

Consiliul de Mediere este un organism autonom cu personalitate juridică, de interes public, care reglementează și organizează profesia de mediator și promovează activitatea de mediere.
A fost înființat în octombrie 2006, când, prin ordinul Ministrului Justiției, au fost numiți membrii acestuia. Sediul acestui organism se află în Municipiul București.
Consiliul de Mediere se organizează și funcționează potrivit prevederilor Legii nr. 192/2006  Arhivat în 21 aprilie 2013, la Wayback Machine., ale Standardului ocupațional al mediatorului [nefuncțională]
, precum și conform anexelor la hotărârile interne, dintre care fac parte: Regulamentul de Organizare și Funcționare al Consiliului de Mediere  Arhivat în 21 aprilie 2013, la Wayback Machine., Standardul de formare a mediatorului  Arhivat în 21 aprilie 2013, la Wayback Machine. și Codul de etică și deontologie profesională a mediatorilor  Arhivat în 21 aprilie 2013, la Wayback Machine., adoptat conform recomandărilor din Codul European de Conduită pentru Mediatori .

## Atribuții
Consiliul de Mediere are următoarele atribuții principale:
- promovarea activității de mediere;
- reprezentarea intereselor mediatorilor autorizați;
- asigurarea calității serviciilor în domeniul medierii;
- elaborarea standardelor de formare și autorizarea programelor de formare în domeniul medierii;
- autorizarea mediatorilor;
- controlul mediatorilor;
- inițierea de propuneri pentru completarea sau corelarea legislației privind medierea.[3]

## Organizare
Consiliul de Mediere se constituie prin alegeri, durata exercitării mandatului de către membrii acestuia fiind de 4 ani, conform modificărilor aduse prin Legea nr. 115/2012  Arhivat în 21 aprilie 2013, la Wayback Machine., care a stabilit mărirea duratei mandatului de la 2 la 4 ani. La alegerea membrilor Consiliului de Mediere poate participa orice mediator autorizat sau reprezentant al acestuia. În același timp, Curtea Constituțională a stabilit prin Decizia nr. 713/2014 emisă în luna decembrie 2014 că prelungirea mandatelor în curs încalcă principiul constituțional al neretroactivității legii și a decis că mandatele astfel prelungite încetează de drept. 
Consiliul de Mediere este format din 9 membri titulari și 3 membri supleanți. Consiliul își alege un președinte și un vicepreședinte și desemnează dintre membrii săi o comisie cu activitate permanentă, din care fac parte președintele, vicepreședintele și 3 membri.
La data de 24 noiembrie 2012, din Consiliul de Mediere făceau parte următoarele persoane, mandate care au încetat de drept la momentul publicării Deciziei Curții Constituționale mai sus amintite:
| Membri titulari                                      | Membri supleanți               |
| ---------------------------------------------------- | ------------------------------ |
| Dorin-Valeriu Bădulescu – președinte                 | Irina-Carmen Fiscuci           |
| Zeno-Daniel Șuștac – vicepreședinte                  | Nicolae-Bogdan-Codruț Stănescu |
| Ștefan Coste – membru Comisia Permanentă             | Mihai-Iulian Munteanu          |
| Gabriela-Gyongy Mihuț – membru Comisia Permanentă    |                                |
| Angelica-Elisabeta Mocan – membru Comisia Permanentă |                                |
| Anca-Elisabeta Ciucă                                 |                                |
| Ion Dedu                                             |                                |
| Ioana-Adina Marin                                    |                                |
| Mugur-Bogdan Mitroi                                  |                                |

Purtătorul de cuvânt al Consiliului de Mediere este Gabriela-Gyongy Mihuț.
Secretariatul tehnic este asigurat de 18 persoane, cu următoarele funcții: referent de specialitate în administrație publică, economist, contabil, administrator, arhivist, consilier juridic, funcționar administrativ, specialist în relații publice; directorul executiv al secretariatului tehnic este Cornel Pavel.
La data de 16 martie 2017, Consiliul de Mediere este format din următoarele persoane:
Membrii titulari:
| 'Mugur Bogdan MITROI'                      | Președinte CM și membru în Comisia Permanentă     |
| Zeno-Daniel ȘUȘTAC                         | Vicepreședinte CM și membru în Comisia Permanentă |
| 'Anca IACOB'                               | Membru CM și în Comisia Permanentă                |
| 'Gabriela ICHIM'                           | Membru CM și în Comisia Permanentă                |
| ''''Ion DEDU''''                           | Membru CM și în Comisia Permanentă                |
| '''''''''''''Nicoleta IONESCU''''''''''''' | Membru CM                                         |
| ''''Dorin-Valeriu BĂDULESCU''''            | Membru CM                                         |
| ''''Mihai-Iulian MUNTEANU''''              | Membru CM                                         |
| '''''''''''''Marin PĂDEANU'''''''''''''    | Membru CM                                         |

Membrii supleanți:
| ''''Ștefan COSTE '''' | Membru supleant |
| Fănuța LIȘMAN         | Membru supleant |
| Ana-Maria TULUC       | Membru supleant |

Consiliul de Mediere a înființat 7 comisii consultative cu caracter permanent:
- Comisia consultativă a corpului profesional
- Comisia consultativă pentru calitatea formării
- Comisia consultativă pentru calitatea serviciului de mediere
- Comisia pentru promovarea medierii
- Comisia pentru relația cu autoritățile și alte organisme reprezentative
- Comisia legislativă
- Comisia de relații internaționale